# Bill Mollison
Bruce Charles Mollison, dit Bill Mollison, né le 4 mai 1928 à Stanley en Tasmanie et mort le 24 septembre 2016 à Hobart dans ce même État, est un scientifique australien engagé dans la cause environnementale, qui a notamment reçu le prix Nobel alternatif, et qui est connu pour être le cofondateur de la permaculture avec David Holmgren.

## Biographie
Né en 1928 à Stanley (Tasmanie), Bill Mollison quitte l'école à 15 ans et vit de petits boulots. À partir de 1954, il travaille en tant que biologiste pendant 9 ans dans la brousse australienne pour une organisation environnementale, puis 3 ans en tant que biologiste marin pour le gouvernement australien. Puis en 1966, il retourne à l'école et vit encore de petits boulots, avant de décrocher son diplôme de biogéographie et de devenir professeur à l'université de Tasmanie où il crée le département de Psychologie Environnementale.
En 1974, Bill Mollison développe avec David Holmgren le concept de la permaculture. Depuis 1978, il consacre tout son temps au développement de la permaculture et en 1981, pour ses travaux concernant la permaculture, il reçoit le prix Prix Nobel alternatif.

## Les principes de permaculture selon Bill Mollison
De l'éthique de la permaculture, Bill Mollison a développé cet ensemble de principes qui permettent d'envisager un design : 
1. Prévoir l'efficacité énergétique
2. Emplacement relatif
3. Circulation d'énergie
4. Effet de bordure
5. Chaque élément doit avoir plusieurs fonctions
6. Chaque fonction est remplie par plusieurs éléments
7. Travailler avec la nature plutôt que contre elle
8. Faire le plus petit effort pour le plus grand changement
9. Le problème est la solution

Puisque la stabilité, la richesse, la résilience, et surtout l’efficacité d’un système repose sur les interconnexions entre ses éléments, si l’on rencontre un problème à un moment donné dans le système, c’est qu'une connexion manque entre certains éléments. Pour le résoudre, il faut donc relier l’élément problématique à un autre, quitte à l’introduire, et le problème d’un élément devient la solution d’un autre.

## Publications

### Ouvrages originaux en anglais
- Permaculture One: A Perennial Agriculture for Human Settlements (avec David Holmgren, Trasworld Publishers, 1978)  (ISBN 978-0-938240-00-6)
- Permaculture Two: Practical Design for Town and Country in Permanent Agriculture (Tagari Publications, 1979)
- Permaculture – A Designer's Manual (1988)  (ISBN 978-0-908228-01-0)
- Introduction to Permaculture (1991, éd. révisée 1997)  (ISBN 978-0-908228-08-9)
- The Permaculture Book of Ferment and Human Nutrition (1993, éd. révisée 2011)  (ISBN 978-0-908228-06-5)
- Travels in Dreams: An Autobiography (1996)  (ISBN 978-0-908228-11-9)

### Ouvrages traduits en français
- Permaculture 1 : une agriculture pérenne pour l'autosuffisance et les exploitations de toutes tailles [« Permaculture One: A Perennial Agriculture for Human Settlements »]  (trad. de l'anglais), Condé-sur-Noireau, Éditions Charles Corlet, 2011, 220 p. (ISBN 978-2-86733-030-8, lire en ligne)
- Permaculture 2 : aménagements pratiques à la campagne et à la ville [« Permaculture Two: Practical Design for Town and Country in Permanent Agriculture »]  (trad. de l'anglais), Condé-sur-Noireau, Éditions Charles Corlet, 2011, 192 p. (ISBN 978-2-84706-415-5, lire en ligne)
- Introduction à la permaculture : Préface de Claude et Lydia Bourguignon [« Introduction to Permaculture »], Passerelle Éco, 2012, 240 p. (ISBN 978-2-9533448-4-4)